# Buigny-l’Abbé
Buigny-l’Abbé település Franciaországban, Somme megyében. Lakosainak száma 337 fő (2022. január 1.). Buigny-l’Abbé Ailly-le-Haut-Clocher, Bellancourt, Francières, Saint-Riquier és Bussus-lès-Yaucourt községekkel határos.

## Népesség
A település népességének változása:
| Lakosok száma | 335  | 323  | 326  | 311  | 318  | 326  | 333  | 335  | 337  |
|               | 2013 | 2015 | 2016 | 2017 | 2018 | 2019 | 2020 | 2021 | 2022 |